# Eurytenes rugosulcus
Eurytenes rugosulcus är en stekelart som beskrevs av Wu och Chen 2005. Eurytenes rugosulcus ingår i släktet Eurytenes och familjen bracksteklar. Inga underarter finns listade i Catalogue of Life.